# Onslaught (banda)
Onslaught es una banda británica de thrash metal originaria de la ciudad de Bristol, Inglaterra. 
En un principio estuvo activa desde 1983 a 1991, para luego reagruparse con una alineación nueva  en 2004, hasta la actualidad. 
La banda inicialmente tenía la influencia de la segunda ola del punk rock, hasta evolucionar al sonido caracterísitco del thrash metal.

## Historia

### Orígenes
Onslaught se forma en 1982/83 en Bristol, Inglaterra por el guitarrista Nige Rockett. con el vocalista Jase Papa y el bajista Paul Hill y poco después se unió el baterista Steve Grice. Un demo fue grabado y lanzado ese mismo año por esta alineación. Jase Papa y Paul Hill pronto fueron reemplazados por Roge Davies y Paul Davis, respectivamente. La posterior formación grabó un EP, What Lies Ahead , en 1983.

### Power From Hell
En 1984, Paul Mahoney y Stallard Jase reemplazaron a Roge Davies y Paul Davis, respectivamente. La banda comenzó a escribir más heavy metal orientado canciones de su sonido punk original. Esto se debió principalmente a la influencia de las primeras bandas de thrash metal, aunque con un sonido más oscuro. La banda firmó con Children of the Revolution Records, y la banda lanzó su álbum debut, Power From Hell, en el año 1985. Al igual que con otras bandas de metal de la época, las letras a menudo eran satánicas, y la portada del álbum (que hoy es icónica) mostró un demonio saliendo de un pentagrama.

### The Force
A finales de 1985, Sy Keeler se unió a la banda, que asumió el deber de Paul Mahoney. Mahoney conservó su lugar en la banda, pero él se hizo cargo de tareas de bajo de Jase Stallard, que a su vez asumió el papel de guitarrista rítmico, dando a la banda un segundo guitarrista. Durante los primeros meses de 1986, la nueva alineación estaba preparada para grabar su segundo álbum, The Force, en un estudio de grabación en Londres. El álbum fue lanzado en la primavera de ese año a bajo el sello Under One Flag. El álbum fue mucho más exitoso que Power From Hell, y es considerado un clásico por muchos críticos y fanes. Paul Mahoney, citando razones personales, dejó la banda después en 1986 y fue reemplazado por James Hinder.

### In Search Of Sanity
La política de la destitución de miembros de la banda cambió en 1987. El despido de Jase Stallard quedó en entredicho y lo reemplazó con Rob Trotman. Con esta alineación, se empezó a escribir material para un tercer álbum de estudio. Después de haber llamado la atención de London Records , el sello contrató a la banda. A mediados de 1988, la banda comenzó la grabación de In Search Of Sanity, su tercer álbum. Al escuchar el álbum, la discográfica consideró que se necesitaba un cantante más versátil para hacer la música más justa. Aunque la banda sentía que la voz de Sy Keeler en la grabación del demo tenía el sonido adecuado, la producción tuvo un sonido "muy limpio",por lo tanto la necesidad de un vocalista "más limpio". Steve Grimmett , antes de una banda NWOBHM, fue reclutado para reemplazar a Sy Keeler. Debido a este desarrollo, el lanzamiento del álbum se retrasó hasta el verano de 1989. Tras el éxito de The Force , y con un nuevo cantante a cabo, no había mucho tiempo antes de la liberación de publicidad. In Search of Sanity tenía un sonido muy diferente al Onslaught anterior, y muchos seguidores del thrash metal fueron decepcionados, y esto en parte contribuyó a desaparición de la banda.

### Ruptura
A principios de 1990, Steve Grimmett decidió abandonar la banda por motivos personales y fue reemplazado por Tony O'Hora. La banda entonces empezó a escribir y luego grabar un cuarto álbum. London Records decidió no renovar su contrato con Onslaught, dejando a la banda sin contrato discográfico. Aunque la banda trató de lograr un acuerdo, nada salió a la luz y que decidieron separarse a principios de 1991.

### Reunión
En 2004, la banda se reunió con la siguiente alineación de Sy Keeler, Rockett Nige, Hinder James y Steve Grice. A ellos se unieron por el guitarrista galés Alan Jordan. Escribir para el cuarto álbum de la banda, Killing Peace , se inició en 2005, y fue lanzado a principios de 2007. James Hinder dejó la banda a finales de 2007 y Alan Jordan en 2008. Ellos fueron reemplazados por Jeff Williams y Andy Rosser-Davies, respectivamente. En noviembre de 2008 la banda grabó su actuación en vivo en el Festival de Damnation en Leeds que resulta en un disco doble en vivo "Damnation Live", lanzado en agosto de 2009 por Candlelight Records.
En junio de 2010 la banda firmó con el sello de metal alemán AFM Records para lanzar su quinto álbum de estudio, Sounds Of Violence, publicado 28 de enero de 2011. El 25 de marzo de 2011 Steve Grice emite una declaración a nombre de la banda. Michael Hourihan (ex-Extreme Noise Terror / Desecration) sería el baterista para la gira.
En septiembre de 2015, la banda anuncia la entrada de Iain Gt Davies sustituyendo a su hasta entonces guitarrista, Andy Rosser-Davies, quien según ellos seguirá trabajando con la banda desde fuera de los escenarios. La noticia fue expuesta en una revista donde el guitarrista Nige Rockett decía "Estamos muy felices de dar la bienvenida a Iain como miembro de tiempo completo de Onslaught. Él es un gran guitarrista y un tío guay de verdad que ha equipado a la perfección en nuestra línea de larga duración. Estamos muy ansiosos de conseguir que él esté totalmente involucrado cuando empecemos a trabajar en la redacción del nuevo disco! ".

## Miembros

### Miembros actuales
- David Garnett - Voz (2020-presente)
- Wayne Dorman - Guitarra (2018-presente)
- Jeff Williams - Bajo (2006-presente)
- Nige Rockett - Guitarra (1983-1991, 2005-presente)
- James Perry - Batería (2018-presente)

### Antiguos miembros
- Jase Papa - voz (1983)
- Paul Hill - bajo (1983)
- Roge Davies - voz (1983-1984)
- Paul Davis - bajo (1983-1984)
- Paul Mahoney - voz (1984-1985), bajo (1985-1986)
- Jase Stallard - bajo (1984-1985), guitarra (1985-1987)
- James Hinder - bajo (1986-1991, 2005-2006)
- Rob Trotman - guitarra (1987-1991)
- Steve Grimmett - voz (1988-1990)
- Tony O'Hora - voz (1990-1991)
- Alan Jordan - guitarra (2005-2008)
- Steve Grice - batería (1983-1991, 2005-2011)
- Andy Rosser-Davies (2008-2015)
- Sy Keeler - Voz (1985 - 1988, 2005 - 2020)
- Mike Hourihan - Batería (2011 - 2018)
- Iain GT Davies - Guitarra (2015 - 2018)

## Discografía

### Álbumes de estudio
- Power From Hell (1985)
- The Force (1986)
- In Search Of Sanity (1989)
- Killing Peace (2007)
- Sounds Of Violence (2011)
- VI (2013)
- Generation Antichrist (2020)

### Álbumes de Antología
- Shadow of Death (2008) (Recopilación de los primeros demos)

### Singles
- " Let There Be Rock "(1987) ( AC / DC cover) publicada originalmente en Music For Nations.
- " Let There Be Rock "(1989) ( AC / DC cover) regrabado y lanzado en London Records.
- "Welcome To Diyng" (1989) los registros de Londres.
- "Shellshock" (1989) London Records
- " Bomber (Motorhead cover) / The Sound Of Violence "(17 de diciembre de 2010) Bomber con la colaboración de Phil Campbell de Motorhead en la guitarra y Tom Angelripper de Sodom en las voces. The Sound Of Violence se ha tomado del disco Sounds Of Violence.

### Discos en vivo
- Damnation Live (2009)
- Live At The Slaughterhouse (2016) directo